# Cyclops dentatimanus
Cyclops dentatimanus is een eenoogkreeftjessoort uit de familie van de Cyclopidae. De wetenschappelijke naam van de soort is voor het eerst geldig gepubliceerd in 1913 door Marsh.